# قوة البروتين ( كتاب )
قوة البروتين هو كتاب يتحدث عن نظام غذائي يحتوي على نسبة عالية من البروتين ومنخفض الكربوهيدرات طوره الطبيب مايكل آر إيدس وزوجته ماري دان إيدس.

## ملخص
روج مايكل إيدس للنظام الغذائي في كتابهم (قوة البروتين) طريقة البروتين العالي والكربوهيدرات المنخفضة لفقدان الوزن والشعور باللياقة، وتعزيز صحتك في أسابيع فقط! تم نشره لأول مرة في عام 1996
الفكرة وراء كتاب (قوة البروتين) هي أن التقليل من تناول الكربوهيدرات سيقلل من كمية الأنسولين التي يطلقها الجسم وفقًا للنظام الغذائي، يتحكم الأنسولين في تخزين الدهون الناتجة عن تناول الكربوهيدرات وتعزز قوة البروتين نظامًا غذائيًا حيوانيًا غنيًا باللحوم ومنتجات الألبان والبيض. لم يتم إثبات ادعاءات النظام الغذائي علميًا.
تم وصف النظام الغذائي لـ «قوة البروتين» على أنها حمية بدعة وعلم زائف. قد تؤدي الأنظمة الغذائية عالية البروتين إلى فقدان الوزن مؤقتًا عن طريق تقييد السعرات الحرارية ولكنها ليست فعالة للتحكم الدائم في الوزن.

## النقد
انتقد أخصائيو التغذية فريدريك جيه ستير وإليزابيث ويلان النظام الغذائي باعتباره «غير متوازن للغاية ولا يعتبر صحيًا»، كما انتقد آل إيدز لتجميع «الحقائق» الخاصة بهم في «فرضية معادية للعلم». وأشاروا إلى أنه «في الوقت الذي بدأت فيه سنوات عديدة من البحث العلمي في إقامة علاقة لا لبس فيها بين الأطعمة النباتية والوقاية من الأمراض، يبدو لنا أنه من غير المعقول أن يقوم طبيبان بالضرب في الاتجاه المعاكس».
في عام 2001، أصدرت لجنة التغذية بجمعية القلب الأمريكية توصية قوية ضد الأنظمة الغذائية الغنية بالبروتين بما في ذلك نظام «قوة البروتين» ونظام الكيتو الغذائي. لاحظت اللجنة المخاطر الصحية المحتملة للأنظمة الغذائية الغنية بالبروتين وعدم وجود دراسات علمية طويلة الأجل لدعم فعاليتها وسلامتها.
يقيد نظام قوة البروتين الأطعمة الصحية مثل الفاصوليا والحبوب الكاملة، كما أنها تفتقر إلى الكالسيوم. من الصعب اتباع النظام الغذائي على المدى الطويل وتشمل عيوبه ضعف القدرة على التحمل والكيتوزية. قد يكوِن الغذاء العالي بالبروتين ضغطًا على الكلى ويوصي الخبراء الطبيون الأفراد المصابين بأمراض الكلى المزمنة بتجنب هذا النظام الغذائي، فالنظام الغذائي يحتوي على نسبة عالية من الدهون المشبعة والدهون الكافية.
قد تزيد الحميات الغذائية عالية البروتين ومنخفضة الكربوهيدرات مثل نظام «قوة البروتين» الغني بالبروتين الحيواني وتفتقر إلى الألياف والمعادن والفيتامينات من خطر الإصابة بأمراض القلب التاجية والسرطان وهشاشة العظام.
الآثار السلبية للنظام الغذائي تشمل رائحة الفم الكريهة، والإمساك، والتعب والغثيان.